# Куценко Владислав Ігорович
Куценко Владислав Ігорович (нар. 11 листопада 1982, Запоріжжя, УРСР) — український політик, прокурор, юрист та економіст. У 2014 — помічник Міністра юстиції України. У 2015—2020 — прокурор Генеральної прокуратури України. Заступник голови Запорізької обласної ради з грудня 2020 року.  Член вищого керівного органу (Політичної ради) опозиційної політичної партії "Всеукраїнське об'єднання "Батьківщина"

## Біографія
1999 року закінчив СШ № 97 в Запоріжжі.
Має диплом за темою «менеджмент організацій», кваліфікація: менеджер-економіст[джерело?], магістр в галузі правознавства, прокурорського нагляду, правосуддя та правоохоронної діяльності[джерело?], магістр із зовнішньоекономічних питань[джерело?], випускник Запорізького технічного університету, кандидат наук.
Під час навчання був стипендіатом Запорізького мера Запоріжжя Олександра Поляка.
У вересні 2016 року отримав науковий ступінь «Кандидат наук», захистивши дисертацію (наказ Міністра освіти і науки України від 29.09.2016 № 1166).

## Трудова діяльність
- з березня 2004 по березень 2005 — керівник бюро економічного аналізу на державному підприємстві «Радіоприлад»;
- з червня 2004 по червень 2014 працює в бізнесі на керівних посадах (директор з економіки, заступник директора з юридичних питань та економіки) у господарських товариствах;
- з червня 2014 по лютий 2015 — помічник Міністра юстиції України. Прийняв присягу державного службовця 13 червня 2014 року;
- з лютого 2015 по червень 2015 — працює в апараті Верховної Ради України на посаді помічника-консультанта народного депутата України з поширенням дії Закону України «Про державну службу».

В органах прокуратури працює з червня 2015 року. 18 червня 2015 року прийняв присягу працівника прокуратури та отримав статус прокурора.
- з червня 2015 по серпень 2015 — помічник Генерального прокурора України;
- з серпня 2015 по лютий  2016 — прокурор відділу організаційно-аналітичного забезпечення діяльності Генерального прокурора України управління організаційно-аналітичного забезпечення діяльності керівництва Департаменту забезпечення діяльності керівництва Генеральної прокуратури України. Нагороджено цінним подарунком (іменним годинником);
- з лютого 2016 по квітень 2016 — прокурор, заступник начальника управління взаємодії з державними органами Департаменту забезпечення діяльності керівництва Генеральної прокуратури України;
- з квітня 2016 по липень 2020 — прокурор, заступник начальника Департаменту забезпечення діяльності керівництва Генеральної прокуратури України.
- з серпня 2020 перейшов на роботу до Апарату Верховної Ради України.

В органах місцевого самоврядування працює з грудня 2020 року, після обрання депутатом Запорізької обласної ради.
З 23 грудня 2020 року — заступник голови Запорізької обласної ради.

## Робота в прокуратурі та гучні справи
18 червня 2015 року Куценко став прокурором Генеральної прокуратури України.
У січні 2017 року на підставі рапорту прокурора Куценка НАБУ почало кримінальне провадження проти голови НБУ Валерії Гонтаревої та директора Фонду гарантування вкладів фізичних осіб Костянтина Ворушиліна.
Брав участь у становленні прокурорського самоврядування в Україні, створення першої в Україні Ради прокурорів та КДКП. Доповідав про проведення конференції працівників прокуратури та створення першої Ради прокурорів України.

### Повернення державі соснового Розумівського лісу
Прокурор Куценко координував процес із повернення до державної власності земель соснового Розумівського лісу, незаконно приватизованих 2013 року[джерело?]. Чиновники Держземагенства та райдержадміністрації, сфальсифікувавши склад угідь, назвали ліс землями сільськогосподарського призначення та безоплатно роздали під 106 садових земельних ділянок і під дві ділянки. Більшість зі 106 власників ділянок у лісі були підставними особами.
Боротьбу за повернення лісу державі Куценко почав 2013 року, будучи депутатом районної ради. Він організував акції протесту та спрямував ряд запитів та скарг до правоохоронних органів.
Повернення берегів річки Кінська
Куценко домігся повернення у державну власність 19 га берегів річка Кінська[джерело?]. За рішенням місцевої адміністрації, ці землі були виведені з державної власності та з чисельними порушеннями норм законодавства — безоплатно передані у приватну власність 10 осіб. Прокурор Куценко координував процес повернення землі державі[джерело?].
Апеляційний суд Запорізької області залишив в силі рішення Запорізького районного суду про повернення в держвласність 19 га землі на березі річки Конка.

## Розслідування

### Кримінальне провадження та заяви про політичне переслідування
У лютому 2024 року СБУ та НАБУ затримали заступника голови Запорізької облради Куценка, його помічника та депутата цієї ж облради під час спроби підкупити директора обласного медичного закладу. Наступного дня затриманим повідомили про підозру в спробі дати хабар. Куценко тримав підозру за ч. 3 ст. 27, ч. 4 ст. 369 КК України.
9 квітня Апеляційна палата Вищого антикорупційного суду задовольнила клопотання Куценка та зняла арешт з його банківського рахунку. Іншим своїм рішенням, яке датоване 10 квітня 2024 року, Апеляційна палата ВАКС повернула родині Куценка грошові кошти, які були вилучені НАБУ під час обшуку в квартирі запорізького чиновника. Під час судового засідання щодо арешту майна посадовця Запорізької облради, прокурор зазначив, що під час обшуку квартири Владислава Куценка жодних речових доказів у справі винайдено не було. "Під час обшуку у квартирі речові докази не вилучались", - сказав прокурор під час судового засідання в Апеляційній палаті ВАКС.
Захисник заступника голови Запорізької облради Владислава Куценка Антон Бєлка вважає, що матеріали справи, враховуючи бездоказовість вини його клієнта, зараз використовуються як засіб тиску та політичного переслідування останнього
Захисник підкреслив, що суспільство під час судового засідання змогло побачити, що в його підзахисного відсутня будь яка вина і відсутні будь які дії, інкриміновані органом досудового розслідування, які покладені йому у звинувачення.
"Одне з ключового це те, що суспільство побачило, що в мого підзахисного відсутня будь яка вина і відсутні будь які дії, інкриміновані органом досудового розслідування, які покладені йому у вину. Нікому нічого він не передавав, нічого нікому не пропонував, ніякі грошові кошти не вилучались", - заявив юрист.

## Громадська та політична діяльність
- 2000—2004 — у студентські роки проводив благодійну акцію «Разом допоможемо дітям», залучав студентів до надання допомоги вихованцям шкіл-інтернатів та дітям із вадами здоров'я[джерело?].
- 2010–2015 — депутат Запорізької районної ради Запорізької області, до 2013 року був головою депутатської комісії з питань законності та етики. У серпні 2014 року ініціював та організував висловлення недовіри голові Запорізької районної ради Івану Гоменюку, який 33 роки керував Запорізьким районом та фігурував у багатьох скандалах.[15]
- 2012–2015 — помічник-консультант народного депутата України Сергія Соболєва[16] (Комітет з питань правової політики)[17].

- З 2012 року як депутат місцевої ради та громадський активіст вступив у протистояння з відомим організованим злочинним угрупуванням запорізького кримінального «смотрящего» («Анісім»), яке діяло в Запорізькій області, співпрацюючи з органів влади. Куценк підготував звернення до правоохоронних органів, в яких розкривав злочинні схеми, на підставі яких було відкрито кримінальні провадження[джерело?]
- 2014 — кандидат у народні депутати в одномандатному виборчому окрузі № 82 (Запорізька область). Самовисуванець, позапартійний. За результатами виборів посів друге місце із результатом — 22,39 %[18].
- липень 2020 року - очолив Запорізьку обласну організацію опозиційної в Україні політичної партії "Всеукраїнське об'єднання "Батьківщина"  [19]
- жовтень 2020 року — обраний депутатом Запорізької обласної ради від партії «Батьківщина».
- член Політичної Ради (вищого керівного органу) політичної партії "Всеукраїнське об'єднання "Батьківщина" [20]

## Родина
- Дружина Віра Ігорівна (1982) — економіст та юрист. Виховують сина Сергія (2014) та доньку Ксенію (2018).
- Батько Куценко Ігор Васильович (1957) — військовослужбовець (полковник у відставці).
- Мати Куценко Олена Петрівна (1959) — вчитель математики.

## Релігія
Вірянин УПЦ КП, допомагав Запорізькій Єпархії УПЦ КП, допомагав ремонтувати Кафедральний собор Святої Трійці[джерело?].

## Нагороди
- Відомча прокурорська нагорода: іменний годинник від Генерального прокурора України, за сумлінне ставлення до виконання службових обов'язків, ініциативу, оперативність у роботі, високі результати у службовій діяльності (наказ Генерального прокурора України від 24.11.2015 № 100-зц).
- Грамота Верховної Ради України за заслуги перед українським народом.[21]
- Орден «За заслуги перед Запорізьким краєм» ІІІ ступеня.[22]
- Патріархом Філаретом Православним Орденом Святого Юрія Переможця (Георгия Победоносца) «За боротьбу зі злом» (Указ Патріарха Київського і Всієї Руси-України від 11.05.2018 № 1661)[23].
- Благословенна грамота з відзнакою «За заслуги перед Помісною Українською Православною Церквою та побожним українським народом» УПЦ КП від 04.09.2016 року (урочисто вручено під час Воскресного Богослужіння у Кафедральному Соборі Святої Трійці).[24]
- Медаль «За жертовність і любов до України». З благословення Предстоятеля Православної Церкви України Блаженнішого Митрополита Київського і всієї України Епіфанія.[25]

1. 1 2  Прокурор Владислав Куценко стал кандидатом наук. ukranews_com (рос.). Архів оригіналу за 22 квітня 2017. Процитовано 19 травня 2017.
2. ↑  Запорізький правозахисник став прокурором Генеральної прокуратури України. Стрічка новин Запоріжжя. Архів оригіналу за 17 квітня 2019. Процитовано 17 квітня 2019.
3. ↑  САП зареєструвала кримінальне провадження проти Гонтаревої і Ворушиліна. ukranews_com (ua) . Архів оригіналу за 30 травня 2017. Процитовано 10 червня 2017.
4. ↑  Куценко: На должности в прокуратуру выбраны 20 человек не из системы (укр.), процитовано 28 листопада 2019
5. ↑  Куценко: Совет прокуроров сформирован и готов исполнять свои функции 28.04.16 (укр.), процитовано 28 листопада 2019
6. ↑  В елітному запорізькому селищі роздали 15 гектарів соснового лісу. Факти (ICTV). 9 вересня 2013. Архів оригіналу за 31 липня 2023.
7. ↑  Депутат Куценко Владислав захищає Розумівський ліс,"Батьківщина", Євромайдан Запоріжжя. YouTube. Владимир Каменный. 29 грудня 2013. Процитовано 13 вересня 2024.{{cite web}}:  Обслуговування CS1: Сторінки з параметром url-status, але без параметра archive-url (посилання)
8. ↑  Суд Запорізької області повернув у держвласність 19 га земель на березі річки Конка. 112.ua (укр.). Архів оригіналу за 17 квітня 2019. Процитовано 17 квітня 2019.
9. ↑  Замголови Запорізької облради та його поплічників затримали на хабарі. РБК-Украина (укр.). Процитовано 3 березня 2024.
10. ↑  https://nabu.gov.ua/news/koruptc-ia-u-medzakup-vliakh-p-dozriuiut-sia-deputat-zastupnyk-golovy-zapor-z-ko-oblrady/
11. ↑  Замголови Запорізької облради та його поплічникам оголосили підозри у справі про хабар. РБК-Украина (укр.). Процитовано 3 березня 2024.
12. ↑  Українські новини.
13. ↑  Українські новини. ukranews.com.
14. ↑  Українські новини.
15. ↑  Владислав КУЦЕНКО: «Иван Гоменюк уволен! Запорожский район очистился от одиозного «регионала» |. Газета Правда. 3 вересня 2014. Архів оригіналу за 26 вересня 2019. Процитовано 10 червня 2017.
16. ↑  Посіпаки: результати пошуку. posipaky.info. Процитовано 30 квітня 2020.{{cite web}}:  Обслуговування CS1: Сторінки з параметром url-status, але без параметра archive-url (посилання)
17. ↑  Офіційний портал Верховної Ради України. w1.c1.rada.gov.ua. Архів оригіналу за 24 жовтня 2020. Процитовано 30 квітня 2020.
18. ↑  Центральна виборча комісія України - WWW відображення ІАС "Вибори народних депутатів України 2014". www.cvk.gov.ua. Процитовано 16 травня 2019.
19. ↑  Запорізьку «Батьківщину» очолив Владислав Куценко. Батькiвщина (укр.). 20 липня 2020. Процитовано 12 травня 2024.
20. ↑  Політична рада партії. Батькiвщина (укр.). Процитовано 12 травня 2024.
21. ↑  Заступника голови облради Владислава Куценка відзначено Грамотою Верховної Ради України | Запорiзька обласна рада. zor.gov.ua. Процитовано 12 травня 2024.
22. ↑  Владислав Куценко відзначений високою нагородою обласної ради. Батькiвщина (укр.). 30 липня 2021. Процитовано 12 травня 2024.
23. ↑  https://ukranews.com/ua/news/565685-filaret-nagorodyv-prokurora-kucenka-ordenom-za-borotbu-zi-zlom
24. ↑  Патриарх Филарет наградил прокурора Куценко грамотой со знаком отличия. Архів оригіналу за 7 вересня 2016. Процитовано 20 вересня 2016.
25. ↑  Заступник голови облради Владислав Куценко отримав високу відзнаку ПЦУ. zor.gov.ua. Процитовано 12 травня 2024.